# Petinesca
Petinesca est un vicus romain situé sur le territoire de la commune actuelle de Studen, dans le canton de Berne, en Suisse.

## Histoire
En 58 av. J.-C., la station de Petinesca est mentionnée à la fois par la Table de Peutinger et par l'Itinéraire d'Antonin comme étape sur la route reliant Aventicum et Salodurum et utilisée par le cursus publicus. Le site est probablement abandonné au milieu du IVe siècle.
Au XIXe siècle des fouilles ont été entreprises sur les lieux, permettant de mettre au jour un temple et une porte. Des fouilles ultérieures menées entre 1937 et 1939 ont, elles permis de dégager un quartier artisanal, un cimetière et trois puits.
En 2010, de nouvelles recherches menées en 2010 près de la gare de Studen ont révélé, sur le tracé de la route romande de 7 mètres de large, les vestiges d'un pont fortifié par des poteaux et une barrière en bois, ainsi que trois tombes contenant des squelettes bien conservés.
Propriété du canton de Berne depuis 2009, l'ensemble du site est inscrit comme bien culturel suisse d'importance nationale. Une association Pro Pestinesca, soutenue par les pouvoirs publics, a été créée en 2011 dans le but de « maintenir en éveil l'intérêt pour les vestiges archéologiques de Petinesca ».

## Sources
- (de) Cet article est partiellement ou en totalité issu de l’article de Wikipédia en allemand intitulé « Vicus Petinesca » (voir la liste des auteurs).